# 傍糸球体細胞

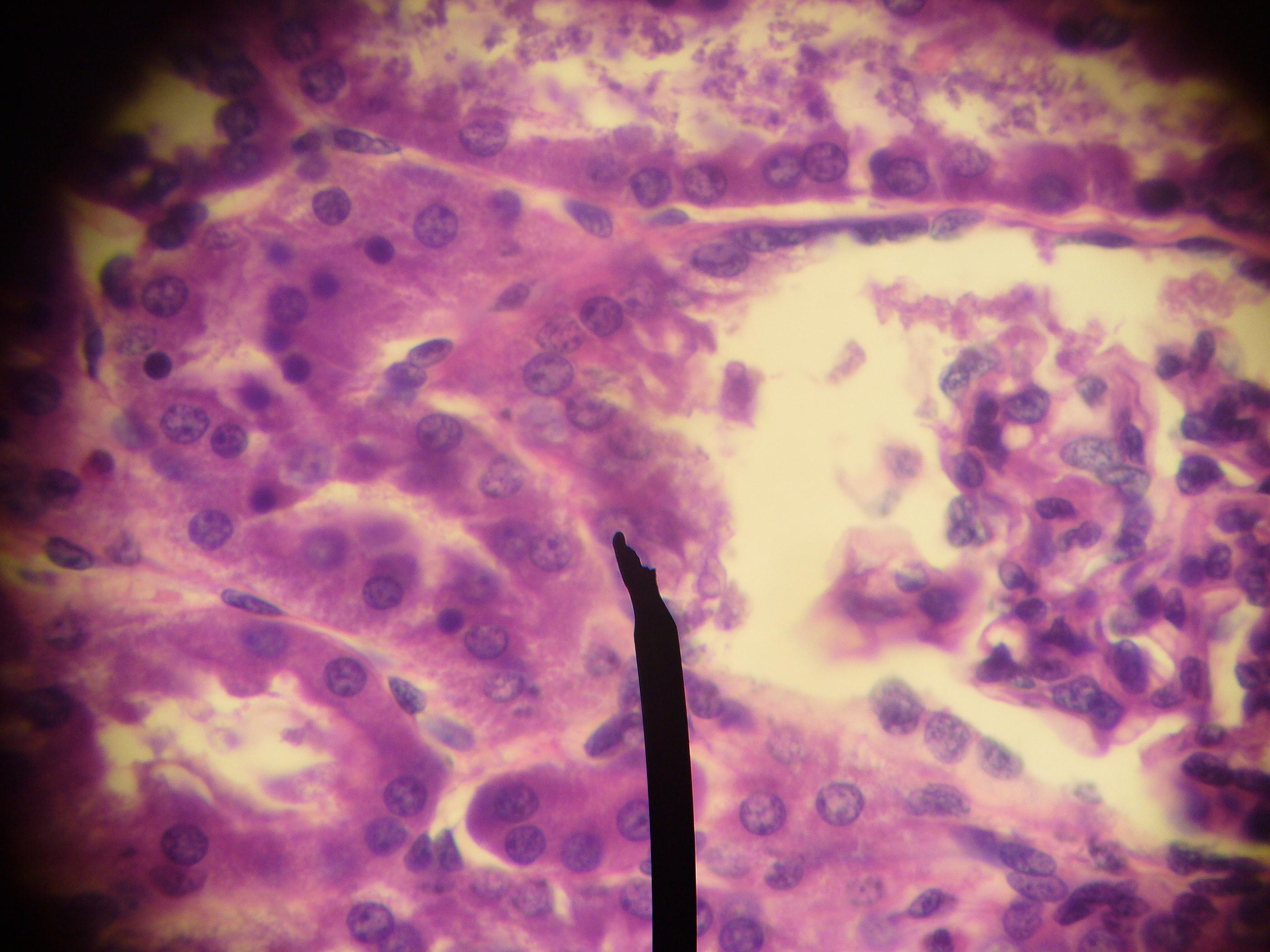
JG cells

傍糸球体細胞（ぼうしきゅうたいさいぼう、Juxtaglomerular cell）は腎臓にある細胞の一種。糸球体近接細胞、糸球体傍細胞とも呼ばれる。

## 働き
傍糸球体細胞は酵素レニンを合成、貯蔵、分泌する。この細胞は、糸球体に入る輸入細動脈の内壁にあり、緻密斑からのシグナルによりレニンを分泌する。レニンはレニン-アンジオテンシン系を介して血液量や血圧を制御する。

## 組織学
適切に染色されたスライドの中では、傍糸球体細胞は粒状の細胞質によって特徴づけられる。また、組織学的には特化した平滑筋細胞と考えられる。